# Mungo Jerry
Mungo Jerry, brittiskt rockband bildat 1970. Gruppen är mest känd för låten "In the Summertime" som gavs ut samma år som bandet bildades.
Mungo Jerry bestod i första uppsättning av sångaren Ray Dorset, gitarristen Paul King, basisten Mike Cole, Colin Earl på keyboard, och Joe Rush på tvättbräda. Dorset var starkt inspirerad av tidig rock and roll och skiffle (en brittisk variant av blues), och det kom att färga av sig på musiken. Tiden kring bildandet var det ovanligt med blues- och folkmusikinspirerade band.
Deras debutsingel,  "In The Summertime", släpptes våren 1970. Låten blev en mycket stor hit och låg på listorna länge både i England och USA. Innan gruppen hann ge ut sitt första album hade dock både Rush och Cole slutat i bandet. Efter "In The Summertime" kom gruppens popularitet endast att bestå i England. Där hade de hits med bland annat "Baby Jump" och "Lady Rose".
Efter en tid lämnade även Earl och King gruppen. Nu var det endast Dorset kvar från den ursprungliga uppsättningen, men han fortsatte tillsammans med nya musiker under namnet Mungo Jerry. Gruppen slutade få hits i mitten på 1970-talet. Dorset har dock fortsatt med diverse musiker under namnet Mungo Jerry.

## Diskografi (i urval)
Album
- Mungo Jerry (1970)
- In The Summertime (1970)
- Electronically Tested (1971)
- You Don't Have to Be in the Army (1971)
- Memoirs of a Stockbroker (1971)
- Boot Power (1972)
- Long Legged Woman (1974)
- Impala Saga (1976)
- Lovin' in the Alleys and Fightin' in the Streets (1977)
- Together Again (1981)
- Booty Up (1982)
- Kamel Toe - A Case for the Blues (1984)
- Snakebite (1991)
- Old Shoes New Jeans (1997)
- Candy Dreams (2001)
- Adults Only XXX (2003)